# Elytrostachys typica
Elytrostachys typica là một loài thực vật có hoa trong họ Hòa thảo. Loài này được McClure mô tả khoa học đầu tiên năm 1942.